# Ungernia flava
Ungernia flava är en amaryllisväxtart som beskrevs av Pierre Edmond Boissier och Heinrich Carl Haussknecht. Ungernia flava ingår i släktet Ungernia och familjen amaryllisväxter. Inga underarter finns listade i Catalogue of Life.